# Zastava Mayottea
Francuski prekomorski departman Mayotte (poznat i pod imenom Mahoré) nema svoju službenu zastavu, te koristi zastavu Francuske. 
Lokalna neslužbena zastava sastoji se od bijelog polja, s grbom Mayottea, a iznad je crvenim slovima napisano "MAYOTTE".